# Monselice Pallavolo Femminile
La Monselice Pallavolo Femminile è una società di pallavolo femminile della città di Monselice in Provincia di Padova. Attualmente milita nel campionato di Serie b italiana di pallavolo femminile.

## Storia
Nella stagione 1976-1977 militò nella massima serie del Campionato italiano di pallavolo femminile.